# Église Saint-Martin de Hames-Boucres
L'église Saint-Martin est située à Hames-Boucres, dans le département français du Pas-de-Calais. Elle est dédiée à saint Martin.

## Histoire
Cette église, dédiée à l'origine à la sainte Croix, est à proprement parler située à Boucres, et existe depuis 1560 au moins. Restaurée en 1701 puis, acquise après la Révolution pour emmagasiner du fourrage, elle est sauvée par les fidèles et louée à la commune jusqu'en 1829. La tour date de 1845. Le clocher ainsi que la toiture ont été restaurés en 1996.